# Pteroloxa cumuloidea
Pteroloxa cumuloidea is een mosselkreeftjessoort uit de familie van de Loxoconchidae. De wetenschappelijke naam van de soort is voor het eerst geldig gepubliceerd in 1963 door Swain.